# Higiene de mans

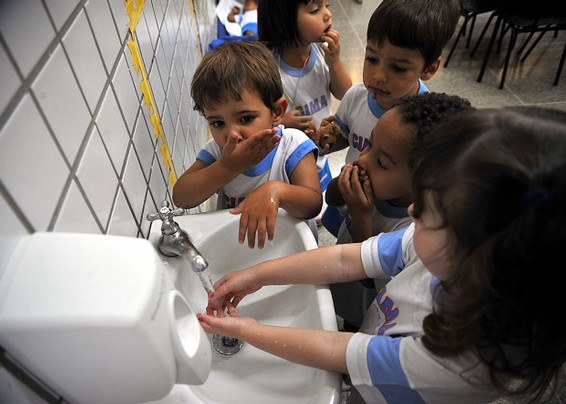
Nens rentant-se les mans

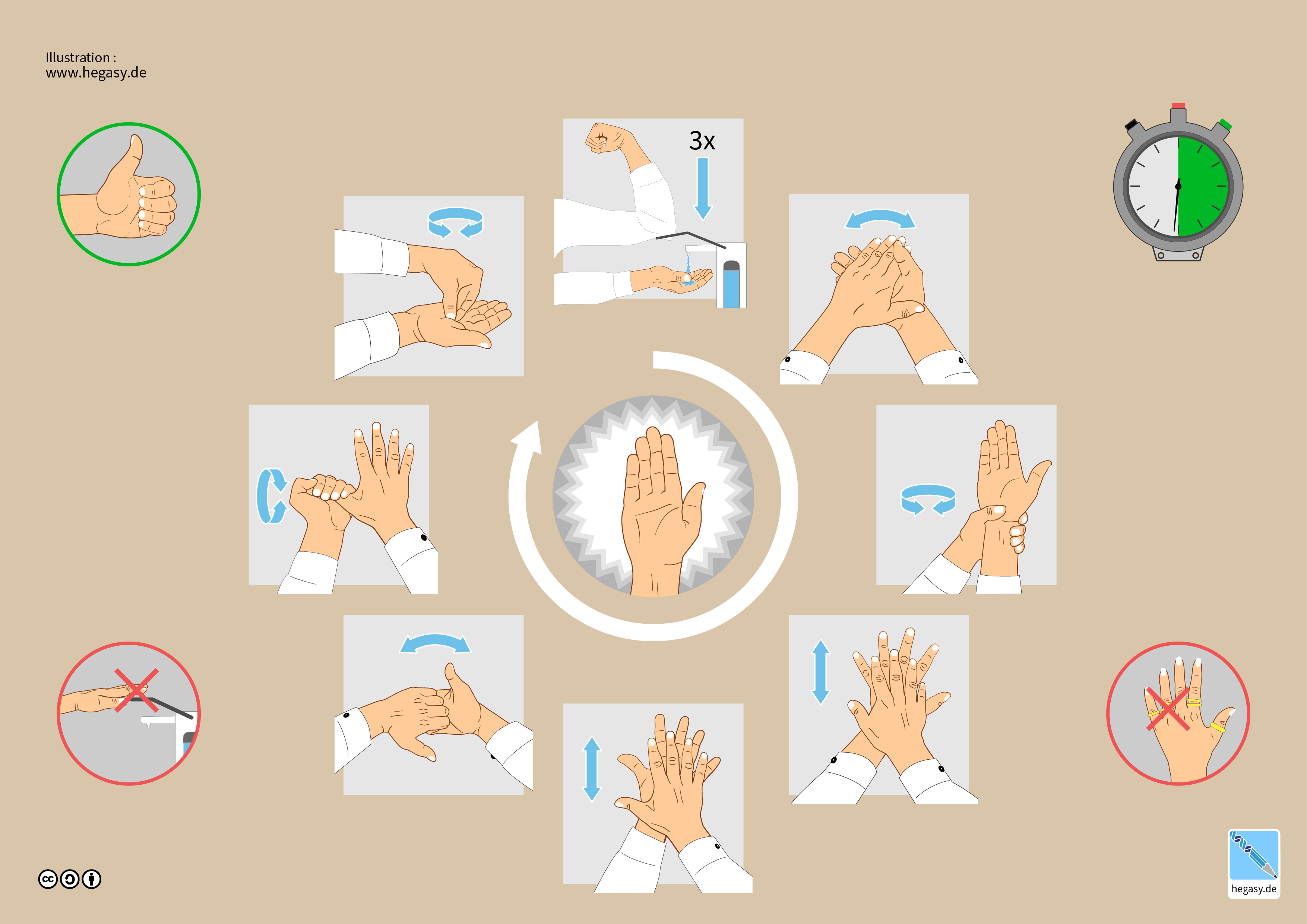
Acte de netejar les mans

La higiene de mans o rentat de mans és l'acte de netejar les mans amb l'objectiu d'eliminar-hi la brutícia i els microorganismes.
El rentat de mans amb sabó de forma constant en determinats "moments crítics" durant el dia evita la propagació de moltes malalties, com les diarrees infeccioses, que es transmeten per via fecal-oral. Les persones també es poden infectar de malalties respiratòries infeccioses com la grip o el refredat comú, per exemple, si no es renten les mans abans de tocar els ulls, el nas o la boca (és a dir, mucoses). Els cinc moments crítics del dia en què és important rentar-se les mans amb sabó inclouen: abans i després de la defecació, després de rentar l'àrea anogenital d'un nadó o d'un nen, canviar-li els bolquers, o abans d'alimentar-lo; abans de menjar, i abans i després de preparar o manipular aliments carn crua, peix, o aviram. Si no hi ha aigua i sabó disponibles, es poden netejar les mans amb cendra.
La higiene de mans en l'àmbit sanitari es refereix a les pràctiques d'higiene relacionades amb procediments mèdics. El rentat de mans abans d'administrar medicaments o cures mèdiques pot prevenir o minimitzar la propagació de malalties. Així, el principal propòsit de rentar-se les mans és l'eliminació de patògens (bacteris, virus o altres microorganismes que puguin causar malalties). I de productes químics que puguin causar danys o malalties. Això és especialment important per a persones que manipulen aliments o treballen en l'àmbit sanitari, però també és una pràctica important per al públic en general.